# Паскатир
Паскатир је историјска земља, држава, која је лежала на месту данашње аутономне покрајине руске федерације Башкортостана. Паскатири су преци Башкира, данашњих становника Башкоторстана и они нису говорили турски већ угро-фински дијалекат.  